# Suzuki A-Star
De Suzuki A-Star is een conceptauto van het Japanse merk Suzuki. De auto werd voor het eerst in januari 2008 aan het publiek getoond tijdens de Auto Expo in New Delhi, India.

## Ontwikkeling
De A-Star is een auto in het kleine segment die de vervanger zou worden van de Suzuki Alto. De auto is ontwikkeld in samenwerking met Maruti Suzuki, de Indiase tak van Suzuki die ook voor de uiteindelijke productie zorgdraagt. De auto is ontwikkeld in India maar is vooral bedoeld voor de Europese markt.
Uiteindelijk is de auto in Europa niet onder de naam A-star op de markt gebracht maar toch weer als Alto.

## Motor
De auto heeft een zuinige 1.0L aluminium benzinemotor die een CO2-uitstoot van iets meer dan 100 g/km heeft. De motor en de versnellingsbak worden door Suzuki zelf in India gemaakt.
Huidige modellen Europa:
Across ·
Ignis ·
Jimny ·
S-Cross ·
Swace ·
Swift · 
Vitara

Huidige modellen internationaal:
Alto Lapin · 
APV ·
Baleno ·
Carry · 
Celerio · 
Equator · 
Ertiga · 
Every ·
S-Presso ·
Landy ·
MR Wagon · 
Palette · 
Solio · 
Wagon R

Uit productie:
Cappuccino · 
Cara ·
Cervo · 
Forenza ·
Fronte · 
Grand Vitara · 
Grand Vitara XL-7 · 
Kei · 
Kizashi · 
Liana · 
LJ · 
Mighty Boy · 
Reno ·
SJ/Samurai · 
Splash ·
Suzulight · 
Twin · 
Verona ·
X-90 · 
XL7 · 
Wagon R+

Concept cars:
A-Star · 
Concept-S · 
Ionis ·
Concept Kizashi · 
Concept Kizashi 2 · 
Concept Kizashi 3 · 
Kizashi Apex Turbo ·
Kizashi EcoCharge ·
LC · 
Makai · 
Mom's Personal Wagon ·
Pixy en SCC · 
P.X · 
Q · 
RIII · 
Regina · 
S-Cross ·
Splash · 
Swift S · 
Swift PHEV ·
SXForce ·
X-Head · 
XA Alpha